# Either/Or
Either/Or es el tercer álbum de estudio del cantautor estadounidense Elliott Smith, publicado el 25 de febrero de 1997. Fue grabado cuando Smith todavía era miembro de Heatmiser, banda que se separó poco antes de la publicación de este disco. Either/Or produjo dos sencillos: "Speed Trials" y "Ballad of Big Nothing", a pesar de los cuales el disco no consiguió entrar en ninguna de las listas de ventas de los Estados Unidos, aunque fue aclamado por la crítica. El álbum impresionó al director de cine Gus Van Sant, que incluyó tres de las canciones en la banda sonora de Good Will Hunting junto con material inédito de Smith.

## Trasfondo
Either/Or se grabó en varios lugares: la casa de Joanna Bolme, la propia casa de Smith, los estudios Undercover y los Laundry Rules, todo ellos en Portland, así como en The Shop en Arcata, California, y en "Heatmiser House". Los productores fueron Smith, Tom Rothrock y Rob Schnapf.
El título del álbum proviene del primer libro del filósofo existencialista danés Søren Kierkegaard, O lo uno o lo otro (Either/Or en su traducción en inglés), lo cual refleja el interés de Smith en la filosofía, que estudió en Hampshire College en Massachusetts. El estilo del álbum ha sido descrito como "un puente entre la oscuridad lo-fi de Roman Candle y Elliott Smith y el brillo de estudio de XO y Figure 8".

## Publicación
El primer sencillo del álbum, "Speed Trials", fue publicado el 1 de octubre de 1996. Either/Or se publicó el 25 de febrero de 1997 sin conseguir posicionarse en las listas de éxitos estadounidenses. El segundo y último sencillo del disco, "Ballad of Big Nothing" fue publicado el 29 de junio de 1998. 
Smith consiguió fama internacional a comienzos del año siguiente cuando interpretó la canción "Miss Misery", sencillo independiente, en la ceremonia de los premios Óscar de 1998 tras la aparición de esta canción en la película El indomable Will Hunting de Gus Van Sant. Tras este éxito, Smith firmó un contrato con la discográfica DreamWorks y comenzó a trabajar en su cuarto disco, XO.

## Recepción crítica
Either/Or fue aclamado por los críticos tras su publicación, llegando a alcanzar el puesto 20 en la lista Pazz & Jop de 1997 de la revista The Village Voice. En una crítica retrospectiva, Tiny Mix Tapes publicó: "Por decirlo de manera fácil, las canciones de Either/Or son las mejores de Elliott Smith". Trouser Press lo describió como "incluso más realizado que Elliott Smith".

## Legado
El álbum inspiró a Gus Van Sant para invitar a Smith para formar parte de la banda sonora de El indomable Will Hunting. Tres canciones de Either/Or fueron incluidas en la película, así como una canción nueva, "Miss Misery". Durante un breve periodo de tiempo, Smith fue considerado a la vanguardia de la cultura popular tras su actuación en la gala de los premios Óscar de 1998, donde interpretó "Miss Misery".
La revista en línea Pitchfork colocó Either/Or en el puesto número 59 de su lista con los 100 mejores discos de la década de 1990. La revista Spin lo puso en el puesto 48 en su lista sobre los mejores discos publicados entre 1987 y 2012. Blender lo nombró en el puesto número 36 sobre 100 en su lista con los mejores álbumes de indie rock de la historia.

## Lista de canciones
Todas las canciones escritas y compuestas por Elliott Smith. 
| N.º | Título                  | Duración |  |
| 1.  | «Speed Trials»          | 3:01     |  |
| 2.  | «Alameda»               | 3:43     |  |
| 3.  | «Ballad of Big Nothing» | 2:48     |  |
| 4.  | «Between the Bars»      | 2:21     |  |
| 5.  | «Pictures of Me»        | 3:46     |  |
| 6.  | «No Name No. 5»         | 3:43     |  |
| 7.  | «Rose Parade»           | 3:28     |  |
| 8.  | «Punch and Judy»        | 2:25     |  |
| 9.  | «Angeles»               | 2:56     |  |
| 10. | «Cupid's Trick»         | 3:04     |  |
| 11. | «2:45 AM»               | 3:18     |  |
| 12. | «Say Yes»               | 2:19     |  |

## Personal
- Elliott Smith – todos los instrumentos, mezclas, all instruments ("Alameda", "No Name No. 5", "Rose Parade", "2:45 AM")

Técnicos
- Joanna Bolme – mezclas ("Alameda"), back cover photography
- Rob Schnapf – mezclas ("Speed Trials", "Ballad of Big Nothing", "Between the Bars", "Pictures of Me", "Punch and Judy", "Angeles", "Cupid's Trick", "Say Yes")
- Tom Rothrock – mezclas ("Speed Trials", "Ballad of Big Nothing", "Between the Bars", "Pictures of Me", "Punch and Judy", "Angeles", "Cupid's Trick", "Say Yes")
- Don (Don C. Tyler) – masterización
- Neil Gust – diseño
- Debbie Pastor – fotografía de portada

- Datos: Q988557